# Eutropis longicaudata
Eutropis longicaudata (довгохвоста мабуя) — вид сцинкоподібних ящірок родини сцинкових (Scincidae). Мешкає в Південно-Східній Азії.

## Поширення і екологія
Довгохвості мабуї мешкають на півдні Китаю (Юньнань, Гуандун, Хайнань), в М'янмі, Таїланді, В'єтнамі, Лаосі, Камбоджі і Малайзії, а також на Тайвані. Вони живуть в тропічних лісах, на узліссях та в чагарникових заростях. Живляться комахами та їх личинками. Відкладають яйця.